# Радосткув
Радосткув (пол. Radostków) — село в Польщі, у гміні Миканув Ченстоховського повіту Сілезького воєводства.
Населення — 965 осіб (2011).
У 1975-1998 роках село належало до Ченстоховського воєводства.

## Демографія
Демографічна структура станом на 31 березня 2011 року:
|          | Загалом | Допрацездатний вік | Працездатний вік | Постпрацездатний вік |
| -------- | ------- | ------------------ | ---------------- | -------------------- |
| Чоловіки | 480     | 101                | 324              | 55                   |
| Жінки    | 485     | 100                | 280              | 105                  |
| Разом    | 965     | 201                | 604              | 160                  |